# Henryk Skwarczyński
Henryk Skwarczyński, pseudonim Henryk Skwar (ur. 1952 w Felicjanowie koło Koluszek) – polski pisarz, podróżnik. Absolwent XXI Liceum Ogólnokształcącego im. Bolesława Prusa w Łodzi. Po ukończeniu polonistyki na Uniwersytecie Warszawskim był doktorantem w Instytucie Filozofii i Socjologii PAN; od lutego 1980 roku – uchodźcą politycznym we Francji; kilka miesięcy później wyjechał do USA, gdzie w 1986 uzyskał obywatelstwo.

## Życiorys
Syn Zdzisława Skwarczyńskiego – historyka literatury, rektora Uniwersytetu Łódzkiego i Stanisławy Skwarczyńskiej z domu Laszczyk magistra historii Uniwersytetu Warszawskiego.
Współpracownik Radia Wolna Europa w Nowym Jorku, a w stanie wojennym „Głosu Ameryki” w Waszyngtonie, następnie wykładowca w Defence Language Institute w Monterey w Kalifornii.
Mieszka z żoną Eglė Juodvalkė (urodzona w Ameryce litewska poetka) w La Grange, przedmieściu Chicago. Przez wiele lat był przyjacielem Rafała Gan-Ganowicza żołnierza RP na uchodźstwie, dziennikarza, działacza politycznego i społecznego. Przyjaźń ta stała się tematem osobnych rozdziałów dwóch książek „Z Różą i Księżycem w Herbie” oraz „Majaki Angusa Mac Og”.

## Twórczość
- „Męka stawania się Amerykaninem” (1989), proza autobiograficzna, wydanie poza zasięgiem cenzury, Przedświt, Warszawa
- „Sweeney wśród Słowików” (2000), ISBN 83-908938-6-X, zbiór reportaży, proza autobiograficzna
- „Słomiane Morze” (2002), ISBN 83-88552-09-0, powieść, adaptacja własna autora wydania angielskiego „The Straw Sea”
- „Z Różą i Księżycem w Herbie” (2004) ISBN 83-89217-41-4, esej autobiograficzny
- „Uczta głupców : ononharoia” (2008) ISBN 978-83-85571-49-0, powieść
- „Jak zabiłem Piotra Jaroszewicza” (2009) ISBN 978-83-60940-84-6, powieść polityczna
- „O kulawym misiu, Brennanie i czkawce” (2009) ISBN 978-83-85925-62-0, poezja
- „Majaki Angusa Mac Og” (2010) ISBN 978-83-60940-49-5, esej autobiograficzny